# Vaidarbhi
Vaidarbhi, i betydelse av Vaidarbha- eller Vidarbhastil, är enligt den indiska konstläran namnet på en särskild stilart i den indiska diktningen, karakteriserad genom jämn och enkel, men flytande och välklingande diktion, har liksom åtskilliga andra stilarter namn efter ett landskap, Vidarbha.